# Gamer, una vida más
Gamer, una vida más és una sèrie de televisió per internet de comèdia argentina original de Flow. La trama gira entorn d'un veterà jugador de videojocs que intentarà adaptar-se a un equip de gaming conformat per nois de la generació Z. És protagonitzada per Nico García, Charo López, Rocío Hernández, Yamila Ostrower i Francisco Bereny. La sèrie es va estrenar el 4 de maig de 2023.
El desenvolupament de la producció va iniciar en 2021 quan va resultar ser un dels projectes guanyadors del concurs «Renacer Audiovisual», un programa organitzat pel Govern de l'Argentina amb la finalitat de fomentar la ficció nacional.

## Argument
La sèrie conta la història d'Oscar, un home de 45 anys que està recentment separat i travessa per una crisi personal. En la seva joventut, estava en el seu millor moment en ser un els campions màxims dels jocs en línia i era conegut sota el pseudònim de «Criminal Mambo 78» a tots els cibers de Buenos Aires. Tanmateix, tot això es va acabar quan va aparèixer Rebo, un empleat insegur i problemes d'acne que progressivament va començar a arrabassar-li el lloc. Amb això, l'arribada de les noves maneres de consumir tecnologia i la pressió de la seva família que li feia saber que estava malgastant la seva vida, Oscar va deixar al món dels jocs.
Molts anys després, Oscar casualment decideix tornar a jugar i escala ràpidament en els rànquings. D'aquesta manera, capta l'atenció d'un grup de gaming anomenat els Warriors, que el volen per al seu equip i busquen classificar al torneig en línia més important de l'Argentina. No obstant això, Oscar s'adona que el seu rival del passat, Rebo, estarà també en la competència i acceptarà la proposta dels joves per tornar enfrontar-lo. En el mig de tot el seu pla, també s'enamorarà de la mare d'una de les seves companyes d'equip, que odia els videojocs.

## Repartiment

### Principal
- Nico García com Oscar
- Charo López com Victoria
- Rocío Hernández com Lila
- Yamila Owstrower com Sol
- Franciso Bereny com Joaco

### Secundari
- Yayo Guridi
- Matías Spano
- Tomás Wicz
- Franco Galván

### Participacions
- Martín Slipak com Rebo
- Luis Ziembrowski
- Juan Tupac Soler

## Episodis
| Núm. | Títol                      | Direcció      | Guió          | Data d'emissió original |
| ---- | -------------------------- | ------------- | ------------- | ----------------------- |
| 1    | «Una vida más»             | Jonathan Barg | Jonathan Barg | 4 de maig de 2023       |
| 2    | «Real Warriors»            | Jonathan Barg | Jonathan Barg | 4 de maig de 2023       |
| 3    | «Demasiado real»           | Jonathan Barg | Jonathan Barg | 4 de maig de 2023       |
| 4    | «Victoria real salchichas» | Jonathan Barg | Jonathan Barg | 4 de maig de 2023       |
| 5    | «El fénix»                 | Jonathan Barg | Jonathan Barg | 4 de maig de 2023       |
| 6    | «Abuelo Gamer»             | Jonathan Barg | Jonathan Barg | 4 de maig de 2023       |
| 7    | «Rebo House»               | Jonathan Barg | Jonathan Barg | 4 de maig de 2023       |
| 8    | «El juego final»           | Jonathan Barg | Jonathan Barg | 4 de maig de 2023       |

## Premis i nominacions
| Llista de premis i nominacions | Llista de premis i nominacions | Llista de premis i nominacions                                  | Llista de premis i nominacions | Llista de premis i nominacions | Llista de premis i nominacions |
| Any                            | Organització                   | Categoria                                                       | Nominat/a(s)                   | Resultat                       | Ref(s)                         |
| ------------------------------ | ------------------------------ | --------------------------------------------------------------- | ------------------------------ | ------------------------------ | ------------------------------ |
| 2023                           | Produ Awards                   | Millor sèrie de comèdia dramàtica                               | Gamer, una vida más            | Pendent                        | [ 9 ]                          |
| 2023                           | Produ Awards                   | Millor actor principal - Sèrie i minisèrie de comèdia dramàtica | Nico García                    | Pendent                        | [ 9 ]                          |
| 2023                           | Premis Cóndor de Plata         | Millor sèrie de comèdia i/o musical                             | Gamer, una vida más            | Nominat                        | [ 10 ]                         |
| 2023                           | Premis Cóndor de Plata         | Millor actor protagonista en comèdia i/o musical                | Nico García                    | Nominat                        | [ 10 ]                         |
| 2023                           | Premis Cóndor de Plata         | Millor actriu protagonista en comèdia i/o musical               | Charo López                    | Nominat                        |                                |